# Parlamentswahlen in Osttimor 2001

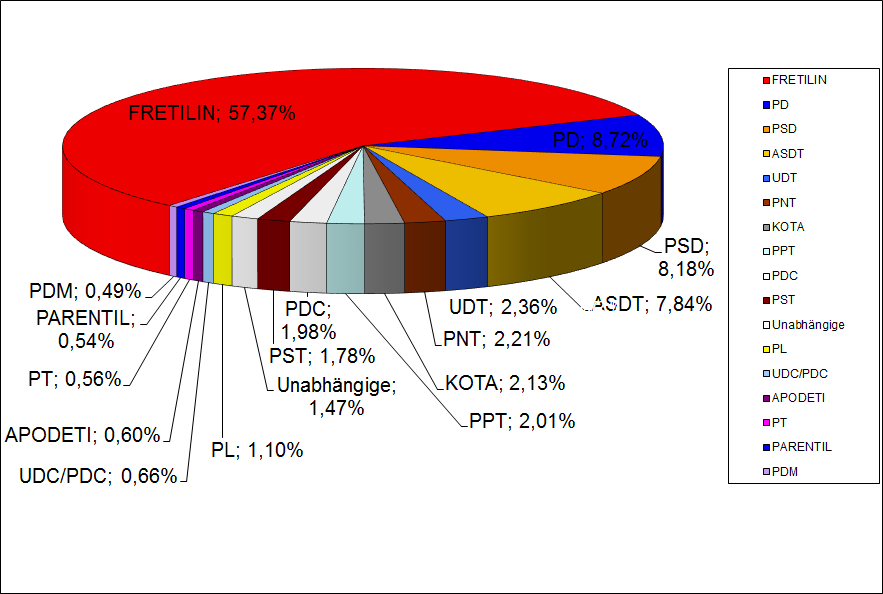
Ergebnis der Wahl 2001

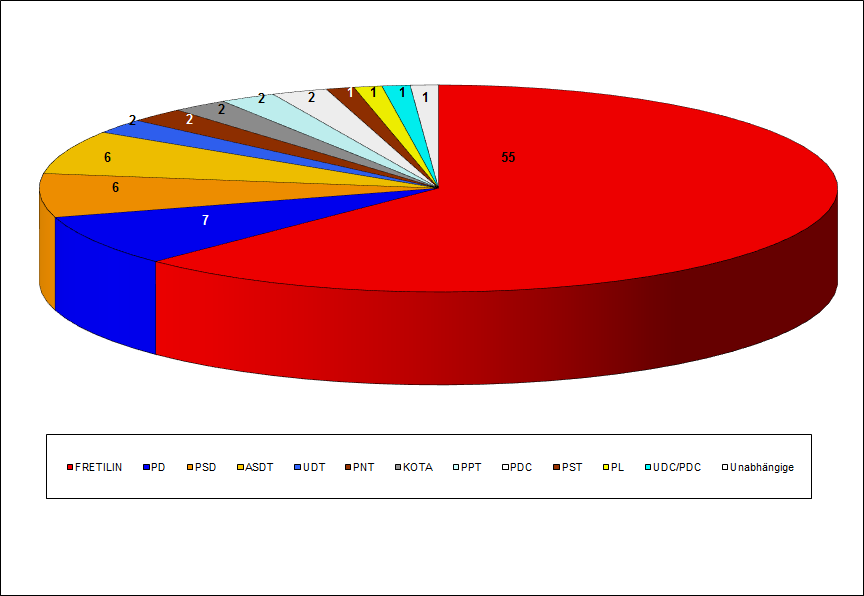
Sitzverteilung 2001

Die ersten Parlamentswahlen in Osttimor wurden am 30. August 2001 durchgeführt. Das Land befand sich zu diesem Zeitpunkt noch unter Verwaltung der UNTAET, seitdem internationale Truppen die Kontrolle von den indonesischen Besatzern übernommen hatten. Das Parlament erhielt seine volle Souveränität mit Osttimors Unabhängigkeit am 20. Mai 2002. Da es sich um die ersten Parlamentswahlen handelte, waren insgesamt 88 Sitze zu vergeben inklusive 13 Sitze für die direkt gewählten Vertreter der Distrikte. Wahlsieger wurde die Partei, die den Großteil des Widerstands gegen die indonesischen Besatzer geführt und bereits 1975 die Unabhängigkeit Osttimors ausgerufen hatte, die FRETILIN. Sie erhielt 55 Sitze, darunter 12 der Distriktsvertreter. Nur in Oe-Cusse Ambeno gewann der unabhängige Kandidat António da Costa Lelan das Direktmandat. Weitere unabhängige Kandidaten waren Maria Domingas Alves, Daniel da Silva Ramalho, Maria Olandina Isabel Caeiro Alves, Teresa Maria de Carvalho und Domingos Alves.
| Partei                                                     | politische Richtung                   | Stimmenzahl | Stimmenanteil | Distriktsabgeordnete (Stimmenanteil) | Sitze gesamt |
| ---------------------------------------------------------- | ------------------------------------- | ----------- | ------------- | ------------------------------------ | ------------ |
| Frente Revolucionária do Timor-Leste Independente FRETILIN | links                                 | 208.531     | 57,37 %       | 12 (66,05 %)                         | 55           |
| Partido Democrático PD                                     | Mitte-rechts                          | 31.680      | 8,72 %        | 0 (5,88 %)                           | 7            |
| Partido Social Democrata PSD                               | Mitte-rechts                          | 29.726      | 8,18 %        | 0 (4,76 %)                           | 6            |
| Associação Social-Democrata de Timor ASDT                  | konservativ                           | 28.495      | 7,84 %        | 0 (10,73 %)                          | 6            |
| União Democrática Timorense UDT                            | rechts konservativ                    | 8.581       | 2,36 %        | 0 (2,30 %)                           | 2            |
| Partido Nasionalista Timorense PNT                         | nationalistisch, indonesienfreundlich | 8.035       | 2,21 %        | 0                                    | 2            |
| Klibur Oan Timor Asuwain KOTA                              | rechts                                | 7.735       | 2,13 %        | 0                                    | 2            |
| Partido do Povo de Timor PPT                               | konservativ                           | 7.322       | 2,01 %        | 0                                    | 2            |
| Partido Democrata Cristão PDC                              | christlich                            | 7.181       | 1,98 %        | 0                                    | 2            |
| Partido Socialista de Timor PST                            | marxistisch-leninistisch              | 6.483       | 1,78 %        | 0                                    | 1            |
| Partai Liberal PL                                          | liberal, rechts                       | 4.013       | 1,10 %        | 0                                    | 1            |
| Partido Democrata-Cristão de Timor UDC/PDC                 | konservativ                           | 2.413       | 0,66 %        | 0                                    | 1            |
| Unabhängige                                                |                                       | 5.341       | 1,47 %        | 1 (10,28 %)                          | 1            |
| Associação Popular Democrática Timorense APODETI           | populistisch                          | 2.181       | 0,60 %        | 0                                    | 0            |
| Partido Trabalhista PT                                     | demokratisch, sozialistisch           | 2.026       | 0,56 %        | 0                                    | 0            |
| Partido Republika Nacional Timor Leste PARENTIL            | konservativ                           | 1.970       | 0,54 %        | 0                                    | 0            |
| Partai Demokratik Maubere PDM                              | rechts                                | 1.788       | 0,49 %        | 0                                    | 0            |
| ungültig                                                   |                                       | 20.747      | 5,40 %        |                                      |              |
| Gesamt                                                     |                                       | 384.248     | 100,00 %      | 13                                   | 88           |

| Direkt gewählte Abgeordnete |                                    |            |               |               |
| Distrikt                    | Abgeordneter                       | Partei     | Stimmenanzahl | Stimmenanteil |
| Aileu                       | Alfredo da Silva                   | FRETILIN   | 5.118         | 57,47 %       |
| Ainaro                      | Mário Ferreira                     | FRETILIN   | 6.050         | 34,63 %       |
| Baucau                      | Elias Freitas                      | FRETILIN   | 38.525        | 85,97 %       |
| Bobonaro                    | José Andrade da Cruz               | FRETILIN   | 18.743        | 60,34 %       |
| Cova Lima                   | Gervásio Cardoso de Jesus da Silva | FRETILIN   | 13.961        | 65,74 %       |
| Dili                        | Cipriana da Costa Pereira          | FRETILIN   | 47.855        | 72,49 %       |
| Ermera                      | José Soares                        | FRETILIN   | 14.724        | 39,79 %       |
| Lautém                      | Armindo da Conceiçaõ Silva Freitas | FRETILIN   | 12.766        | 54,93 %       |
| Liquiçá                     | Joaquim Barros Soares              | FRETILIN   | 16.247        | 78,43 %       |
| Manatuto                    | Flávio Maria Guterres da Silva     | FRETILIN   | 8.501         | 55,04 %       |
| Manufahi                    | Arão Noé de Jesus da Costa Amaral  | FRETILIN   | 10.235        | 75,12 %       |
| Oe-Cusse Ambeno             | António da Costa Lelan             | unabhängig | 8.207         | 36,06 %       |
| Viqueque                    | Januário Soares                    | FRETILIN   | 22.721        | 81,62 %       |